# Pineville (Arkansas)
Pineville è un comune degli Stati Uniti d'America, situato in Arkansas, nella contea di Izard.